# K. Natwar Singh
Pour les articles homonymes, voir Singh.
Kunwar Natwar Singh, appelé communément K. Natwar Singh, né le 16 mai 1931 à Jaghina (Bharatpur, Rajasthan, Inde britannique) et mort le 10 août 2024 à Gurugram (Haryana, Inde), est un homme politique et ancien ministre indien.

## Biographie
K. Natwar Singh a étudié au Mayo College.

## Publications
1. E.M.Forster : A Tribute (On Forster's Eighty Fifth Birthday), avec Ahmed Ali, Narayana Menon, Raja Rao & Santha Rama Rau, New York, 1964
2. The Legacy of Nehru, New York, 1965
3. Tales from Modern India, New York, 1966
4. Stories from India, Londres, 1971
5. Maharaja Suraj Mal (1707–63), Londres, 1981
6. Curtain Raisers, Delhi,1984
7. Profiles & Letters, Delhi, 1997
8. The Magnificent Maharaja Bhupinder Singh of Patiala (1891–1938), Delhi, 1997
9. Heart to Heart, Delhi, 2003.